# Supercoupe de Belgique de football 2010
La Supercoupe de Belgique 2010 est un match de football qui s'est déroulé le 23 juillet 2010, entre le vainqueur du championnat de division 1 belge 2009-2010, le RSC Anderlecht et le vainqueur de la coupe de Belgique 2009-2010, La Gantoise. Anderlecht remporte la Supercoupe pour la neuvième fois.

## Feuille de match
| Titulaires : |  |
| |  |
| GK 22 Davy Schollen · RB 30 Guillaume Gillet · CB 23 Roland Juhasz · CB 99 Bakary Saré · LB 3 Olivier Deschacht · DM 16 Cheikhou Kouyaté 31e · RM 5 Lucas Biglia · LM 11 Mbark Boussoufa · OM 19 Sacha Kljestan 60e · CF 12 Thomas Chatelle 61e · CF 9 Matias Suarez 77e · |  |
| Remplaçants : |  |
| GK 28 Michaël Cordier · RF 39 Ziguy Badibanga · CF 25 Pablo Chavarría · CF 21 Tom De Sutter 77e · LB 7 Jan Lecjaks · RM 13 Jonathan Legear 61e · CM 8 Jan Polak 60e · CM 18 Lukáš Mareček ·                                                                                |  |
| Entraîneur : |  |
| Ariël Jacobs |  |

| Titulaires : |  |
| |  |
| GK 29 Bojan Jorgacevic · RB 17 Roberto Rosales · CB 6 Stef Wils 46e · CB 3 Marko Šuler · LB 12 Kenny Thompson 55e · RM 8 Bernd Thijs · CM 26 Christophe Lepoint · CM 7 Tim Smolders 71e · LM 11 Yassine El Ghanassy · CF 16 Elimane Coulibaly 72e · CF 9 Mbaye Leye · |  |
| Remplaçants : |  |
| RB 4 Roy Myrie · CF 14 Adnan Custovic · CF 19 Stijn De Smet 71e · LB 5 Erlend Hanstveit 46e · CF 23 Shlomi Arbeitman 72e · CM 31 Christophe Grondin · |  |
| Entraîneur : |  |
| Francky Dury |  |

| Titulaires : |  |
| |  |
| GK 22 Davy Schollen · RB 30 Guillaume Gillet · CB 23 Roland Juhasz · CB 99 Bakary Saré · LB 3 Olivier Deschacht · DM 16 Cheikhou Kouyaté 31e · RM 5 Lucas Biglia · LM 11 Mbark Boussoufa · OM 19 Sacha Kljestan 60e · CF 12 Thomas Chatelle 61e · CF 9 Matias Suarez 77e · |  |
| Remplaçants : |  |
| GK 28 Michaël Cordier · RF 39 Ziguy Badibanga · CF 25 Pablo Chavarría · CF 21 Tom De Sutter 77e · LB 7 Jan Lecjaks · RM 13 Jonathan Legear 61e · CM 8 Jan Polak 60e · CM 18 Lukáš Mareček ·                                                                                |  |
| Entraîneur : |  |
| Ariël Jacobs |  |

| Titulaires : |  |
| |  |
| GK 29 Bojan Jorgacevic · RB 17 Roberto Rosales · CB 6 Stef Wils 46e · CB 3 Marko Šuler · LB 12 Kenny Thompson 55e · RM 8 Bernd Thijs · CM 26 Christophe Lepoint · CM 7 Tim Smolders 71e · LM 11 Yassine El Ghanassy · CF 16 Elimane Coulibaly 72e · CF 9 Mbaye Leye · |  |
| Remplaçants : |  |
| RB 4 Roy Myrie · CF 14 Adnan Custovic · CF 19 Stijn De Smet 71e · LB 5 Erlend Hanstveit 46e · CF 23 Shlomi Arbeitman 72e · CM 31 Christophe Grondin · |  |
| Entraîneur : |  |
| Francky Dury |  |